# William Merlaud-Ponty
Amédée William Merlaud-Ponty (né le 4 février 1866 à Rochefort, décédé le 13 juin 1915 à Dakar, Sénégal) est un administrateur colonial français qui fut gouverneur général de l’Afrique-Occidentale française (AOF) de 1908 jusqu’à sa mort en 1915. On le présente souvent comme un républicain idéaliste et paternaliste, mais des travaux récents brossent le portrait d'un politicien habile, avant tout pragmatique.
Ses années à la tête de l'AOF ont marqué l'histoire de l'enseignement et de la justice, mais sa responsabilité dans la participation massive de troupes coloniales à la Première Guerre mondiale a terni son image.
Aujourd'hui son nom se perpétue en grande partie à travers celui de l'École normale William-Ponty, ancienne École normale fédérale qui sera pour l'Afrique le creuset où se formeront les élites, les « pontins » : instituteurs, médecins, mais aussi de grands noms de la vie politique africaine, tels que Félix Houphouët-Boigny, Modibo Keïta ou, Mamadou Dia.

## Biographie
Né le 4 février 1866 à Rochefort, où son père Joseph William était directeur de Messagerie.
William Merlaud Ponty fait de brillantes études, d'abord dans sa ville natale, puis à Paris où il obtient une licence en droit en 1888. Entré dans l'administration coloniale, il est nommé au Soudan français où il est le secrétaire particulier du colonel Archinard et participe aux colonnes de l'occupation coloniale en tant que civil. Le 30 janvier 1894, il est nommé chef du secrétariat auprès du gouverneur général à Saint-Louis.

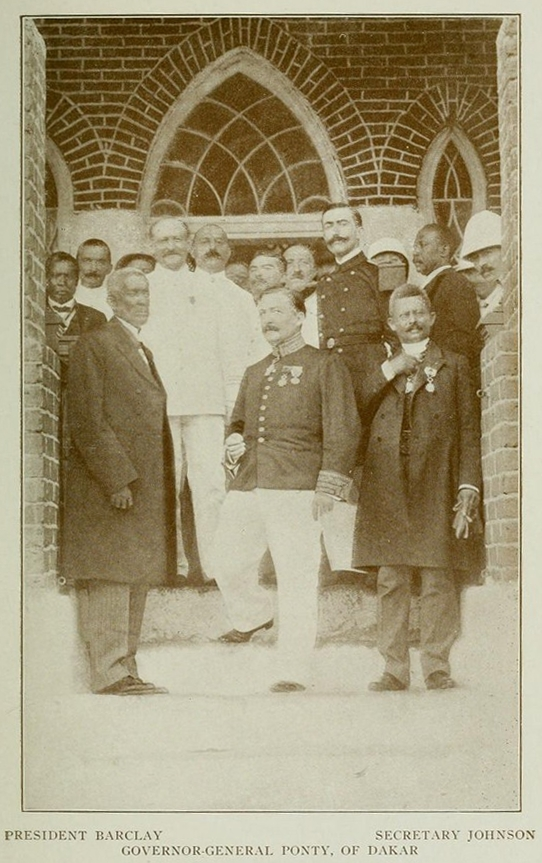
(Liberia, Monrovia) Le gouverneur général Ponty entre le président Barclay et le secrétaire Johnson

Après un intermède à Madagascar, il est nommé délégué du gouverneur général de l'AOF pour mettre en place l'administration du Haut-Sénégal-Niger, d'abord à Kayes, puis à Bamako. Lorsque la colonie du Haut-Sénégal-Niger est créée le 20 octobre 1904, c'est à lui qu'on en confie la direction.
Le 18 février 1908, il succède à Ernest Roume, fatigué et souffrant, comme gouverneur général de l'AOF. Lui-même est remplacé à la tête du Soudan français par François Clozel. Contrairement à Roume, un polytechnicien qui a d'abord construit sa carrière dans les couloirs du Ministère des Finances, Merlaud-Ponty est un homme de terrain, vétéran des campagnes du Soudan.
Sa politique coloniale repose sur la notion d'« apprivoisement ». Selon lui, il faut s'appuyer sur de bons chefs, issus de la tribu ou du groupe qu'ils doivent commander. Bien qu'il se méfie des marabouts, il conseille aux commandants de cercles de rallier les musulmans à la cause de la colonisation.
William Merlaud Ponty est franc-maçon, membre de la loge du Grand Orient de France. Il veut procéder à la laïcisation de la colonie et se heurte aux Pères blancs, des missionnaires bien implantés en Afrique occidentale.
Il épouse l'actrice Juliette Thabussot le 9 avril 1910 à Saint-Mandé. Il l'avait rencontrée le 9 septembre 1909.
De janvier à août 1912, François Clozel assure l'intérim.
En 1914, alors que la guerre menace après l'attentat de Sarajevo, William Merlaud-Ponty souhaite d'emblée associer les forces de l'AOF au futur conflit. Le 29 juillet 1914, avant même l'ordre de mobilisation, il propose d'envoyer plusieurs milliers d'hommes et renouvelle son offre un mois plus tard.
William Merlaud-Ponty s'épuise à la tâche, sa santé décline au fil des années, mais il ne veut pas quitter son poste. Le 9 juin 1915 le ministre des Colonies Doumergue, ému par des nouvelles alarmantes, le rappelle en France, mais le télégramme arrive trop tard, car son état est jugé désespéré. Il meurt à Dakar le 13 juin 1915 et François Clozel lui succède à nouveau, pleinement cette fois, du 14 juin 1915 au 3 juin 1917.

## Distinctions
- William Ponty est nommé chevalier de la Légion d'honneur le 8 mars 1893, officier le 2 janvier 1904 et commandeur en 1912[14].
- Il est officier d'académie (1902) et officier de l'Instruction publique (1909)[15].

Hommages
L'espèce de scarabée Rhabdotis pontyi lui est dédiée par l'entomologiste André Vuillet en 1911.

## Postérité
À la Gare de Dakar est un monument dédié en 1923 « aux créateurs de l'AOF et à la gloire de l'armée noire » avec les statues réalisées par le sculpteur toulousain Paul Ducuing du tirailleur et du zouave Demba et Dupont. Le monument rend hommage au conquérant français du Sénégal, Louis Faidherbe, et aux quatre gouverneurs généraux, Noël Ballay, Joost van Vollenhoven, François Joseph Clozel et Ponty lui-même.
Plusieurs artères portent son nom, telles que des avenues à Rochefort et à Dakar.